# Kudłaty Rogers
Kudłaty (ang. Shaggy; właśc. Norville Timothy Shaggy Rogers) – postać z serii seriali i filmów Scooby Doo.
Pan i najlepszy przyjaciel Scooby’ego. Nosi zieloną koszulkę, bordowe spodnie i czarne buty, ma też brązowe włosy. Tak jak Scooby wiecznie chce jeść i jest strasznym tchórzem; należy do Tajemniczej Spółki i jest jej najstarszym członkiem (ma 17 lat). Razem z członkami Tajemniczej Spółki mieszka w Coolsville. W oryginalnej, amerykańskiej wersji serialu często mówi „zoinks!” (w Polsce przetłumaczono to na „kurczę!”). W filmach fabularnych zagrany przez Matthew Lillarda, a w serialu dubbingowany: w polskim dubbingu przez Macieja Damięckiego (edycja Polskich Nagrań) oraz Jacka Bończyka, a w oryginalnej przez Caseya Kasema (1969-1997, 2002–2006), Billy’ego Westa (1998−1999), Scotta Innesa (2000–2001) i Scotta Menville (od 2006).

## Relacje rodzinne
Najbliższa rodzina:
- Jessica Rogers, matka
- Samuel Chastain Rogers, ojciec
- Maggie Rogers, siostra
- Wilfred, szwagier

Wujkowie:
- Kudłacz Rogers
- Shagworthy Rogers
- Ned Rogers
- Albert Kudłoford

## Sprawy miłosne
- Sadie Mae Scroggins – występowała w filmie Scooby Doo i bracia Boo. Była zakochana w Kudłatym i chciała za niego wyjść, mimo że on ciągle przed nią uciekał.
- Googie – dziewczyna Kudłatego z filmu Scooby-Doo i oporny wilkołak.
- Crystal – fotoreporterka z filmu Scooby Doo i najeźdźcy z kosmosu, w której Kudłaty zakochał się nie na żarty. Pod koniec filmu okazała się kosmitką. Kiedy odleciała swoim statkiem, Kudłaty miał złamane serce, ale Velma wyleczyła go pudełkiem Scooby-chrupek.
- Mary Jane – pojawiła się w filmie Scooby Doo. Kudłaty był nią oczarowany, bo pierwszy raz spotkał osobę, która też lubi Scooby-chrupki. Później okazało się, że w jej ciele krył się demon, kontrolowany przez Scrappy’ego. Kudłaty rozstał się z nią najprawdopodobniej z powodu jej alergii na psy (a więc i na Scooby’ego).
- Madelyn Dinkley – młodsza siostra Velmy, od dawna podkochująca się w Kudłatym. Wystąpiła w filmie Scooby Doo: Abrakadabra-Doo.
- Velma Dinkley – wszelkie romantyczne uczucia między nią a Kudłatym pozostawały w sferze domysłów do czasu wypuszczenia filmu Scooby Doo: Strachy i patałachy, kiedy to Velma została obiektem westchnień Kudłatego. W filmie Scooby-Doo: Klątwa potwora z głębin jeziora Kudłaty zakochał się w Velmie, czego ona nie dostrzega (z przyczyn obiektywnych). W nowym serialu, Scooby Doo i Brygada Detektywów, zostali parą, ale ich droga nie jest usłana różami. Kudłaty boi się zniszczenia przyjaźni ze Scoobym, a zakochana po uszy Velma nie rozumie rozterek swojego chłopaka, co powoduje narastanie napięcia między nimi...